# Abarenicola pusilla
Abarenicola pusilla is een borstelworm uit de familie Arenicolidae. De wetenschappelijke naam van de soort werd in 1866 gepubliceerd door Jean Louis Armand de Quatrefages de Bréau.